# Barruelo del Valle

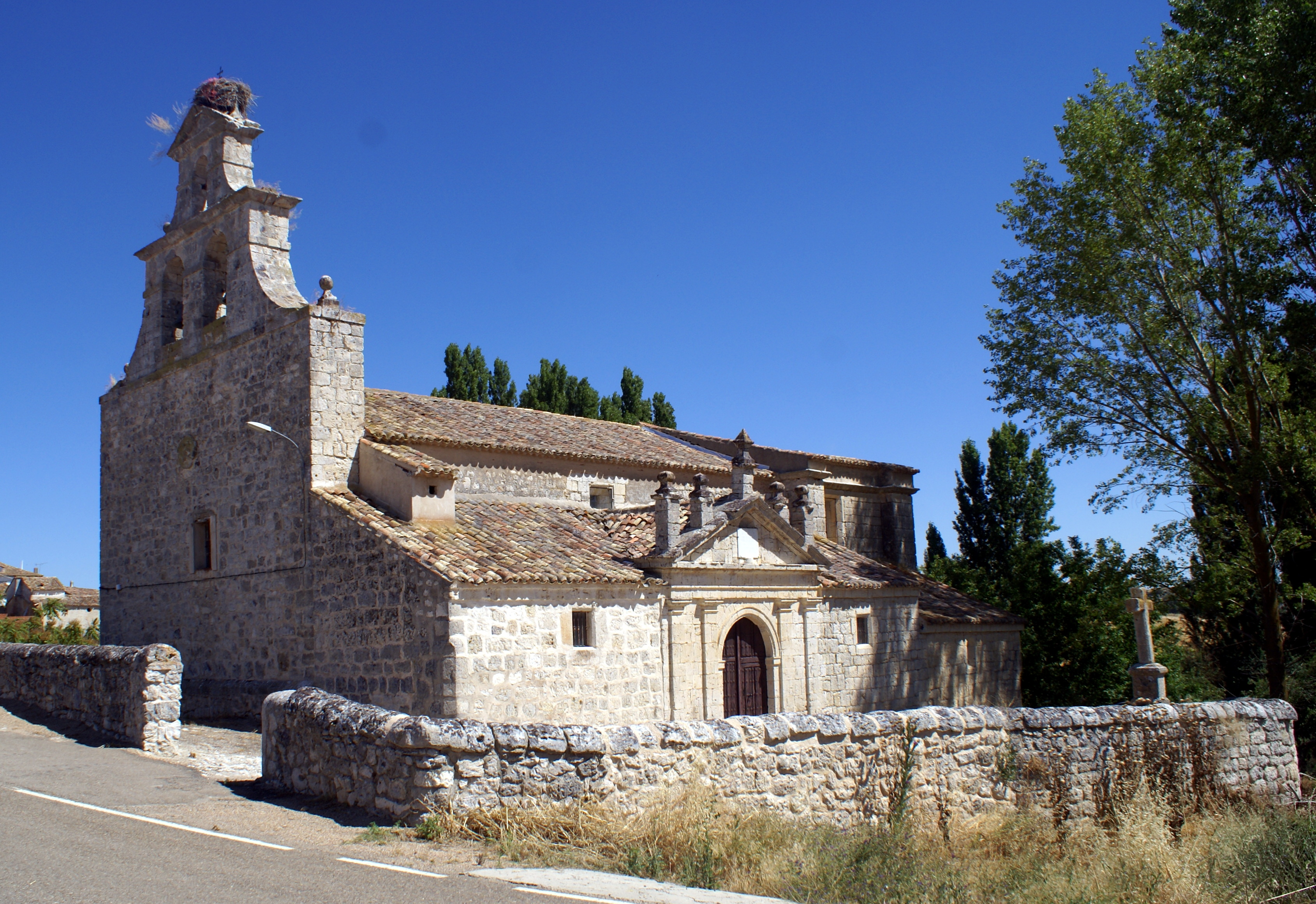

Barruelo del Valle is een gemeente in de Spaanse provincie Valladolid in de regio Castilië en León met een oppervlakte van 12,96 km². Barruelo del Valle telt 66 inwoners (1 januari 2016).

## Demografische ontwikkeling
Bron: INE, 1857-2011: volkstellingen